# لويز بروف
لويز بروف (بالإنجليزية: Louise Brough)‏ (مواليد 11 مارس 1923 في أوكلاهوما سيتي - 3 فبراير 2014 في فيستا، كاليفورنيا)، كانت لاعبة كرة مضرب أمريكية سابقة. سبق أن كانت المصنفة الأولى عالمياً في سنة 1955. بدأت مسيرتها الفنية سنة 1942، وفازت بـ35 بطولة جراند سلام (6 بطولات في فردي السيدات، 21 بطولة بزوجي السيدات، 8 بطولات بالزوجي المختلط)

## روابط خارجية
- لويز بروف على موقع قاعة مشاهير كرة المضرب الدولية (الإنجليزية)
- لويز بروف على موقع خلاصة التنس.كوم (الإنجليزية)